# Tarachodes lucubrans
Tarachodes lucubrans är en bönsyrseart som beskrevs av William John Burchell 1822. Tarachodes lucubrans ingår i släktet Tarachodes och familjen Tarachodidae. Inga underarter finns listade i Catalogue of Life.